# McMahon Stadium
O McMahon Stadium é um estádio localizado em Calgary, no Canadá, foi inaugurado em 1960 passando por renovações em 2001 e 2005, tem capacidade para 35.650 espectadores, é a casa do time Calgary Stampeders  da Canadian Football League, o estádio também hospedou as cerimônias de abertura e encerramento dos Jogos Olímpicos de Inverno de 1988